# Ulrich Deupmann
Ulrich Deupmann (* 1965) ist ein deutscher Journalist, Buchautor sowie politischer PR- und Kommunikationsberater.

## Leben und Wirken
Deupmann studierte in Münster, München und Madrid Politik, Geschichte und Journalismus. Von 1990 an arbeitete er als Parlamentskorrespondent in Berlin und Bonn für die Süddeutsche Zeitung. 1995 wurde er für seine journalistische Arbeit mit dem Theodor-Wolff-Preis ausgezeichnet. 1996 wechselte er als Leiter des Hauptstadtbüros zur Berliner Zeitung. Im Jahr 2000 wurde er beim Spiegel stellvertretender Leiter des Hauptstadtbüros. 2003 wurde Deupmann Leiter des Hauptstadtbüros der Bild am Sonntag.
2005 erschien sein Buch Die Macht der Kinder über Familien-, Bildungs- und Bevölkerungspolitik. Das Buch wurde in der taz als „kluges, informatives und auch gut geschriebenes Buch“ rezensiert, während die FAZ einerseits die Analyse lobte, aber die Vereinheitlichungstendenzen des Buches kritisierte.
Von 2006 bis 2009 arbeitete Deupmann als Redenschreiber und Berater für den damaligen Bundesaußenminister Frank-Walter Steinmeier. Die Süddeutsche Zeitung beschrieb ihn als „einen der wichtigsten Spindoktoren in Steinmeiers Umfeld“. Auch das Magazin Cicero zählt Deupmann zu den engen Vertrauten Steinmeiers.
2012 trat er in die internationalen Strategie- und Kommunikationsberatung Brunswick Group ein und übernahm die Leitung von deren Berliner Repräsentanz.
Deupmann lebt in Partnerschaft mit der SPD-Politikerin Klara Geywitz. Sie haben drei schulpflichtige Kinder, eine Tochter und Zwillingssöhne. Die Kinder wurden von Steffen Reiche getauft, der auch Patenonkel des jüngsten Sohnes ist.
Deupmann ist Mitglied im Freundeskreis des Berliner Think Tanks Das Progressive Zentrum und verfasst Beiträge für diese Denkfabrik.

## Publikationen
- Wolfgang Schäuble. Ein Portrait. Heyne Verlag, München 1993 ISBN 978-3-453-05955-9
- Die Macht der Kinder. S. Fischer Verlag, Frankfurt am Main 2005, 236 Seiten, ISBN 978-3-10-013810-1